# النيسة (السبرة)

تعديل مصدري - تعديل

النيسة محلة تابعة لقرية القرين، التابعة لعزلة بلادالشعيبي السفلى بمديرية السبرة إحدى مديريات محافظة إب في الجمهورية اليمنية.، بلغ تعداد سكانها 41 حسب تعداد اليمن لعام 2004.